# Guldrushen i Kalifornien

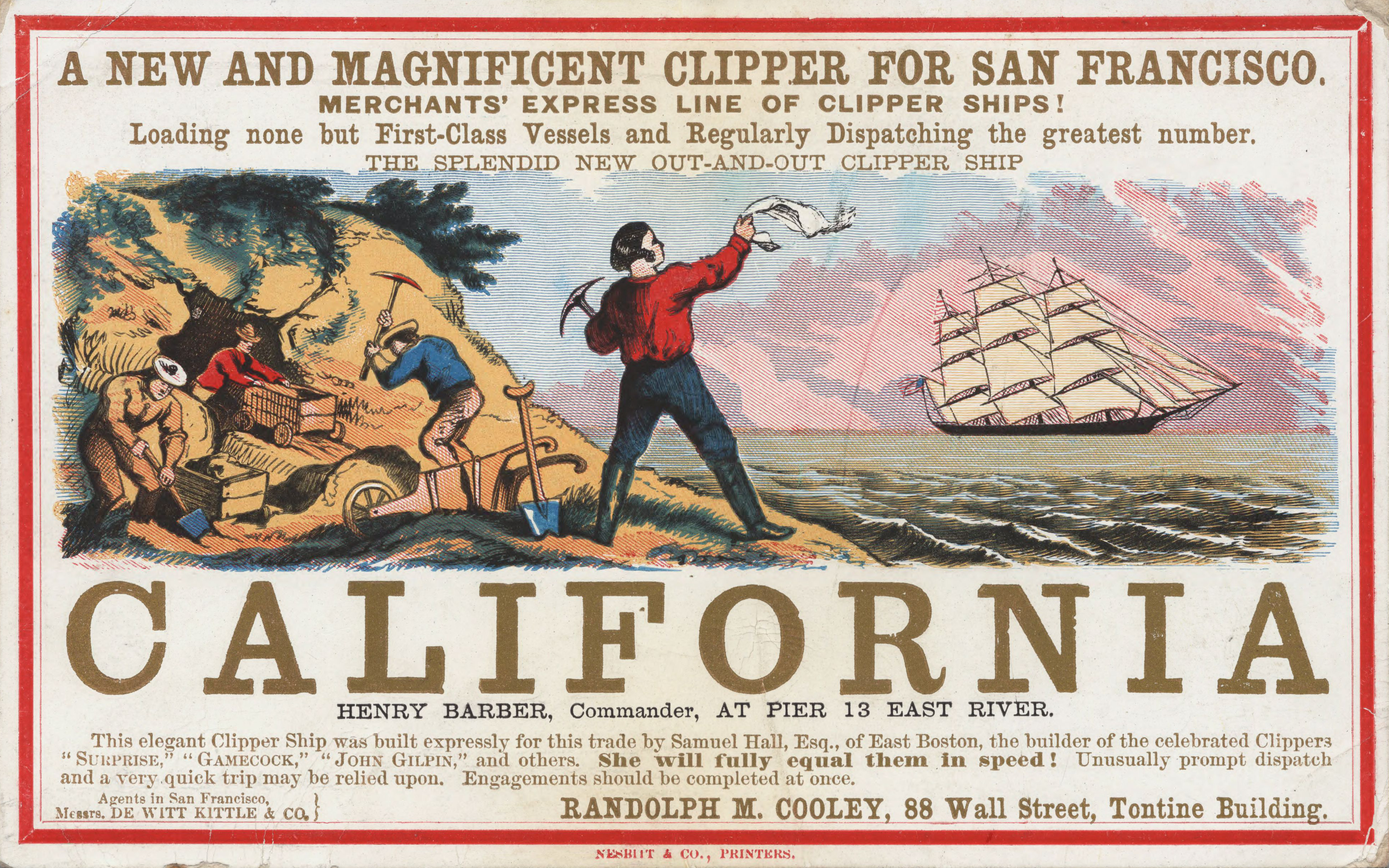
Segling till Kalifornien i början av guldrushen.

Guldrushen i Kalifornien (1848–1855) inleddes den 24 januari 1848, då man upptäckte guld vid Sutter's Mill i Coloma. Sedan Samuel Brannan skrivit om händelsen spred sig ryktet snabbt, vilket ledde till att omkring 300 000 människor begav sig till Kalifornien, från både Nordamerika och andra delar av världen.
Dessa tidiga guldgrävare, som kallades "forty-niners" efter året 1849, reste till Kalifornien med segelfartyg och prärievagnar över hela kontinenten. Inte sällan fick de utstå hårda prövningar under resan. Även om de flesta nyanlända var nordamerikaner, så lockade guldrushen till sig tiotusentals människor från Sydamerika, Europa, Australien och Asien. I början utvann guldgrävarna guldet med hjälp av enkel guldvaskning, från vattendrag och flodbäddar, men utvecklade senare mer sofistikerade metoder som sedan anammades över hela världen. Man hittade guld motsvarande flera miljarder amerikanska dollar i dagens värde. Vissa blev enormt förmögna medan andra fick återvända hem, utan mycket mer än det de hade haft med sig från början.
Guldrushen fick betydelsefulla konsekvenser. Staden San Francisco växte från att ha varit en liten tältsamling till en "boomtown" (engelskt uttryck för en snabbt expanderande stad), och vägar, kyrkor, skolor och nya byar byggdes. Man införde ett rättssystem och en regering, vilket ledde till att Kalifornien 1850 erkändes som en av USA:s delstater. Nya transportmetoder växte fram, då ångbåtar kom i regelbundet bruk och järnvägar byggdes. Jordbruket kom för första gången igång på ett större plan, vilket med tiden blev Kaliforniens näst största utvecklingsområde. Guldrushen hade dock även negativa konsekvenser: ursprungsfolken i området attackerades och drevs bort från sina traditionella landområden (se folkmordet i Kalifornien). Guldgrävandet skadade även miljön i området.

## Översikt

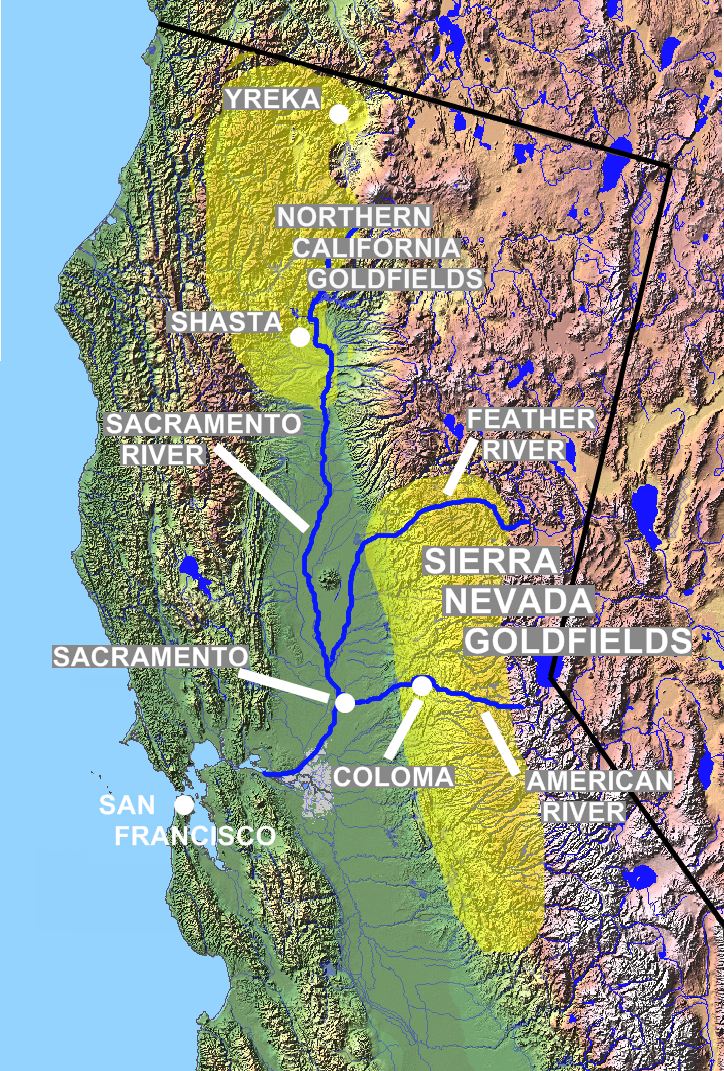
Kaliforniska guldfält i Sierra Nevada och norra Kalifornien.

Guldrushen inleddes vid Sutter's Mill, i närheten av Coloma. Den 24 januari 1848 fann James W. Marshall, en förman som arbetade för Sacramento-pionjären John Sutter, blänkande metalldelar i vattenhjulet vid ett sågverk som Marshall byggde åt Sutter längs American River. Marshall visade diskret sin upptäckt för Sutter och de undersökte tillsammans fyndet närmare. Undersökningen visade att metalldelarna var guld. Sutter blev bestört över upptäckten och ville hålla tyst om vad man funnit eftersom han var rädd för vad som skulle hända med hans planer på ett jordbrukarrike om en massökning efter guld påbörjades. Ryktet spreds emellertid snabbt och bekräftades i mars 1848 av Samuel Brannan, nyhetsman och köpman från San Francisco. Det mest kända citatet från guldrushen i Kalifornien kommer från Brannan; efter att han skyndsamt hade grundat en butik med guldgrävarutrustning gick Brannan runt på San Franciscos gator med en flaska av guld och ropade "Guld! Guld! Guld från American River!".
Den 19 augusti 1848 blev New York Herald den första större nyhetstidningen på östkusten som rapporterade om guldrushen i Kalifornien; den 5 december bekräftade USA:s president James Polk upptäckten av guld i ett tal till kongressen. Snart började immigranter från hela världen, senare kallade "forty-niners", att invadera landet av guld, Kalifornien. Precis som Sutter hade fruktat ruinerades han snart; hans arbetare försvann i jakt på guld och ockupanter invaderade hans jord och stal boskap och skörd.
Före guldrushen hade San Francisco varit en liten bosättning. När invånarna först hörde om upptäckten förvandlades orten till en spökstad av övergivna skepp och affärer vars ägare anslöt sig till guldrushen, men exploderade senare av köpmän och nyankomna. Befolkningen ökade lavinartat från runt 1 000 år 1848  till runt 25 000 permanenta invånare 1850. I likhet med andra "boomtowns" ledde den snabba ökningen till att San Francisco och närliggande orters infrastruktur överbelastades. Människor bodde i tält, träskjul och däck på övergivna skepp.

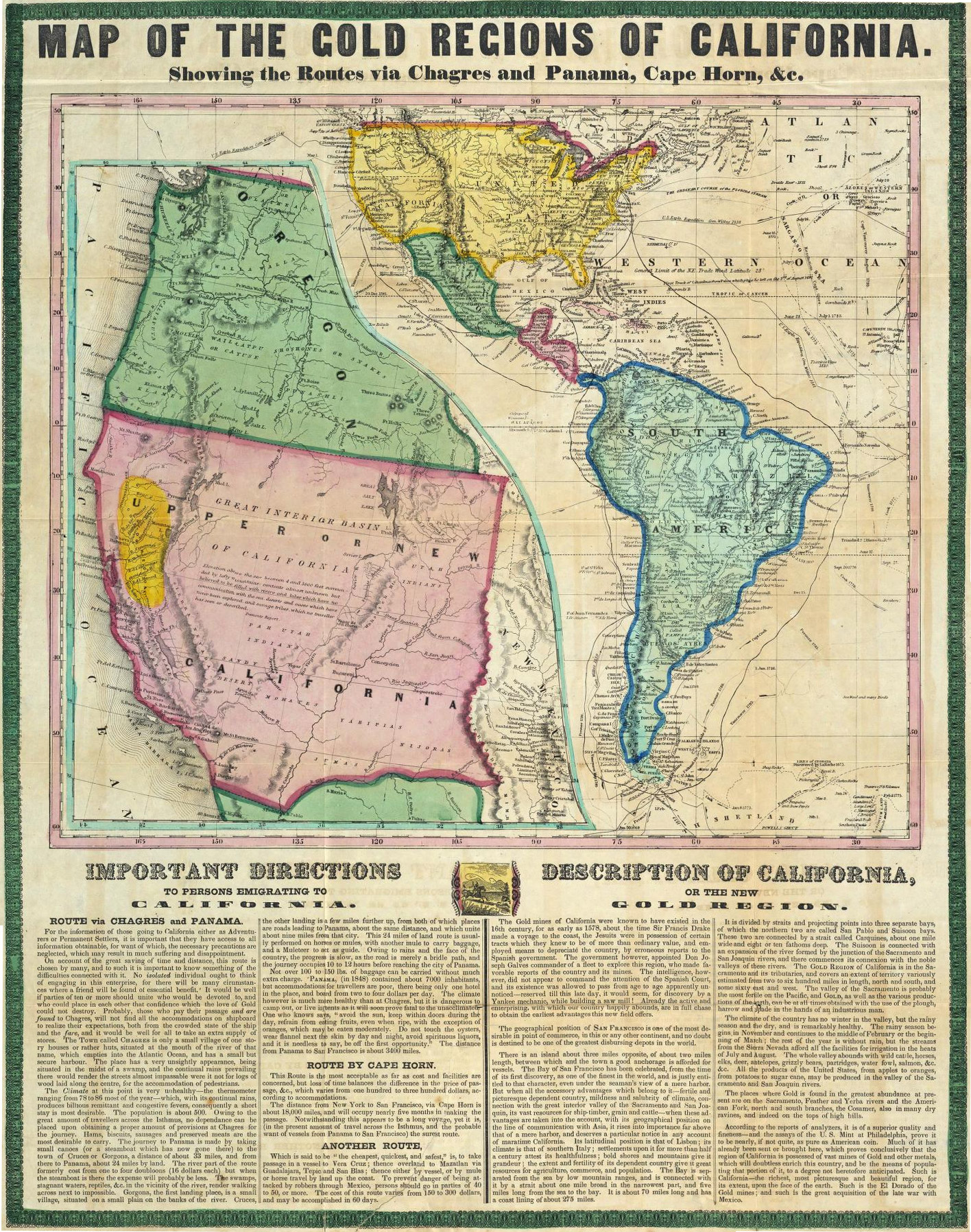
Rutter till Kalifornien 1849.

Det var inte lätt att ta sig till Kalifornien, under det som har kallats "den första världsvida guldrushen".. "The forty-niners" fick utstå mycket mödor och ofta död på sin väg till guldfälten. Till en början reste de flesta till sjöss. Det tog fem till åtta månader att segla från östkusten runt Sydamerikas spets. Avståndet var 18 000 nautiska mil (33 000 kilometer). En alternativ rutt gick till den atlantiska sidan av Panamanäset, varefter man tog kanot och mula genom den veckolånga sträckan genom djungeln, för att på Stilla havs-sidan vänta på ett skepp som seglade till San Francisco. Det fanns även en rutt genom Mexiko vid Veracruz. Efter en tid började de allra flesta guldsökare att ta landvägen genom USA, särskilt utefter California Trail. Var och en av dessa vägar hade sina egna dödliga faror, från skeppsvrak till tyfoidfeber och kolera.
För att kunna försörja alla de nyanlända började även handelsskepp strömma till San Francisco, packade med varor från hela världen, som porslin och silke från Kina och öl från Skottland. Vid ankomsten till San Francisco fick många skeppskaptener uppleva att besättningen deserterade för att själva söka efter guld. Varven och hamnarna i San Francisco blev en skog av master, i och med att hundratals skepp övergavs. Företagsamma San Francisco-bor tog över dessa övergivna skepp och gjorde om dem till lager, butiker, värdshus, hotell och ett till fängelse. Många av skeppen förstördes senare och användes som fyllnadsmaterial för att skapa mer byggbart land i "boomstaden".

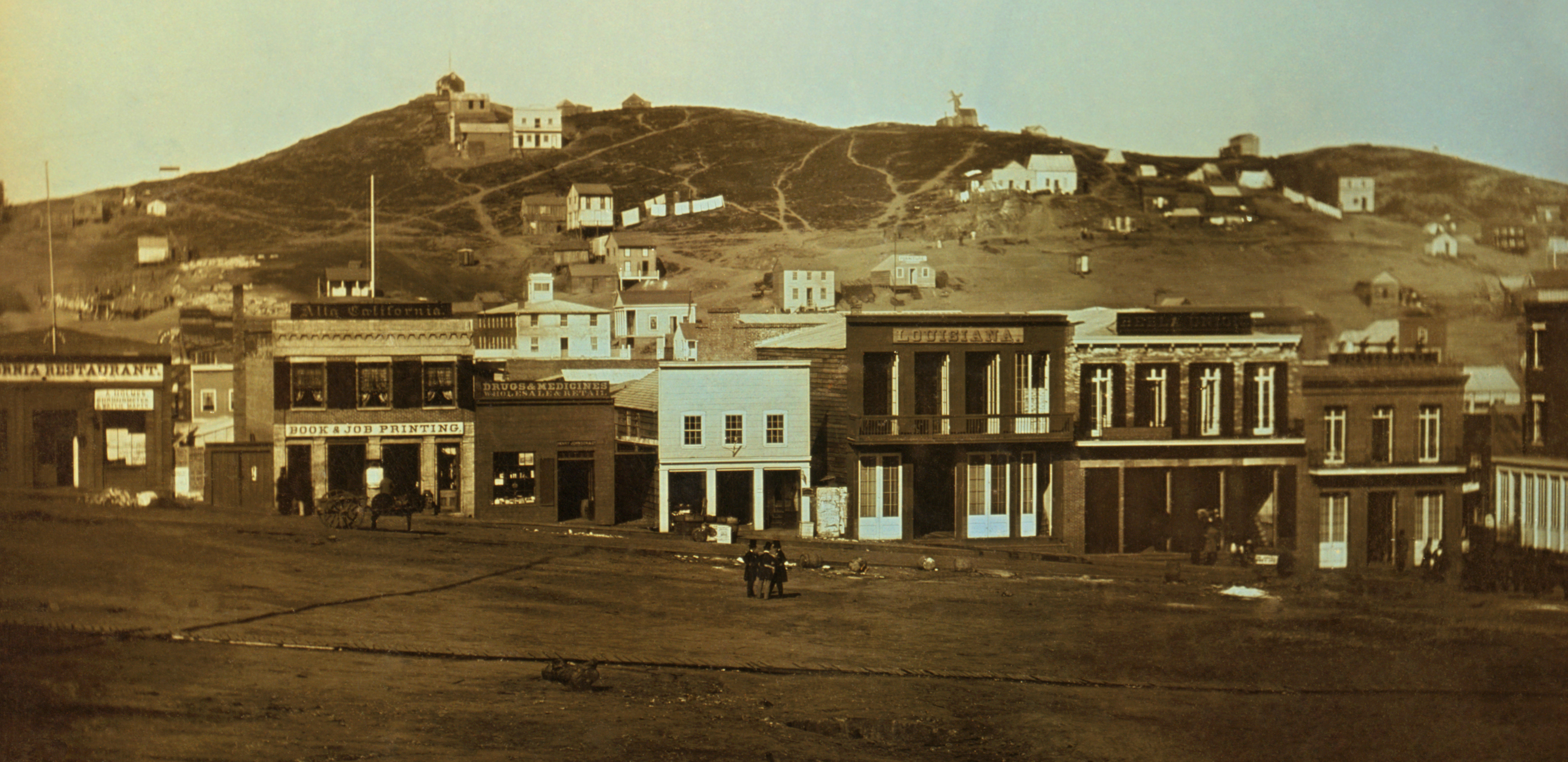
Portsmouth Square, San Francisco: 1851 daguerrotyp.

Inom några år anlände en viktig men mindre känd ström av guldsökare till norra Kalifornien, särskilt till dagens Siskiyou County, Shasta County och Trinity County. Upptäckten av några guldklimpar vid dagens Yreka 1851 drog till sig tusentals guldsökare genom Siskiyou Trail  och Kaliforniens norra delar. Bosättningar från guldrushperioden, som Portuguese Flat vid Sacramento River, uppstod snabbt för att sedan tyna bort. Guldrush-staden Weaverville vid Trinity River har idag det äldsta daoistiska templet i Kalifornien, ett arv från de kinesiska guldsökarna som kom. Även om det idag inte finns särskilt många guldrush-spökstäder bevarade så är den välbevarade staden Shasta idag en av Kaliforniens "historiska parker" (på engelska "California State Historic Park").
Guld upptäcktes även i södra Kalifornien, men i avsevärt mindre skala. Den första guldupptäckten, vid Rancho San Francisco i bergen norr om dagens Los Angeles, ägde rum 1842, sex år före Marshalls upptäckt, då Kalifornien fortfarande tillhörde Mexiko. Dessa första fyndigheter tilldrog sig, i likhet med senare upptäckter i bergen i södra Kalifornien, ingen större uppmärksamhet och hade en begränsad ekonomisk betydelse.

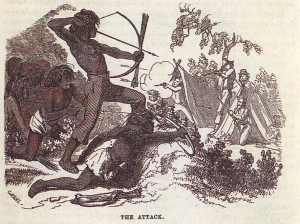
Individer ur ursprungsbefolkningen attackerar gruvanläggning.

År 1850 hade det mesta av det lättillgängliga guldet hittats, och nu fokuserades uppmärksamheten på grävning efter guld på mer besvärliga platser. Efter att ha blivit ställda inför det faktum att guldet blev allt svårare att hitta började amerikanerna driva iväg utlänningar för att själva ta hand om det resterande guldet. Kaliforniens nya lagstiftande församling klubbade igenom en skatt för utländska guldgrävare på tjugo dollar per månad, och amerikanska guldgrävare började organisera attacker på utlänningar, särskilt latinamerikanerna och hankineserna. Dessutom drev den stora massan av nyanlända iväg ursprungsbefolkningarna från deras traditionella jägar-, fiskar- och matsamlingsområden. För att försvara sina hem och uppehällen började en del av dem attackera guldgrävarna. Detta provocerade fram motattacker riktade mot ursprungsfolkens byar. Ursprungsbefolkningen, som hade långt färre eldvapen, slaktades ofta. De som undkom massakrerna lyckades ofta inte överleva utan tillgång till sina jägar- och matsamlingsområden, och svalt följaktligen till döds. Författaren och poeten Joaquin Miller beskrev livaktigt en sådan attack i sitt semi-självbiografiska verk Life Amongst the Modocs.

## "The forty-niners"

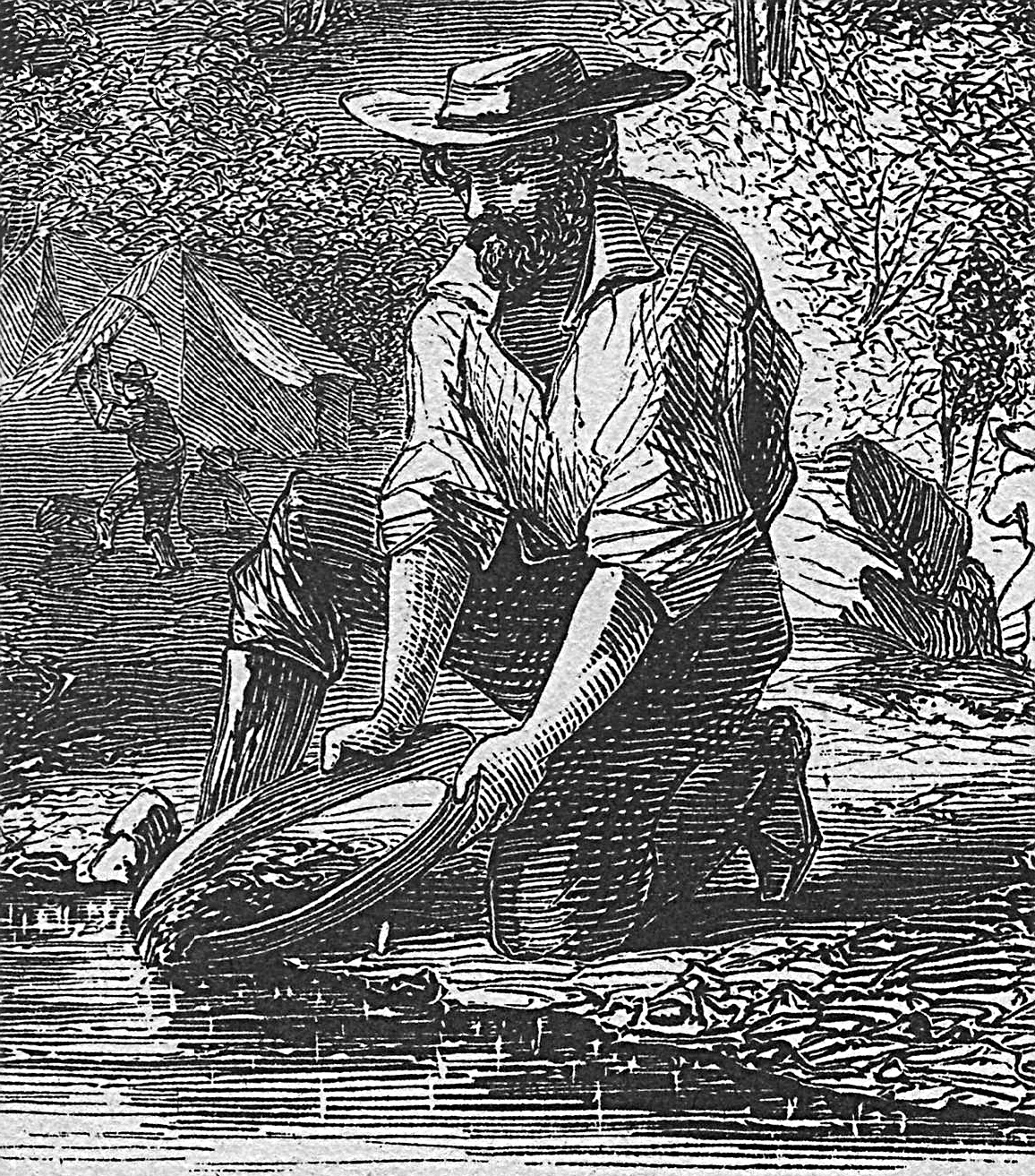
Guldletande vid Mokelumne River.

De första som begav sig till guldfälten, med början år 1848, var Kaliforniens egna invånare, huvudsakligen amerikaner och européer boende i norra Kalifornien, tillsammans med individer ur ursprungsbefolkningen och några californios (spansktalande kalifornier).
Ryktet om guldrushen spreds till en början långsamt. De tidigaste guldsökarna som anlände till Kalifornien 1848 var människor som bodde i närheten av området, eller människor som hade hört nyheterna från skepp på rutter till och från Kalifornien. Den första större gruppen av guldsökande amerikaner var flera tusen från Oregon som anlände från Siskiyou Trail. Därefter kom det människor i skepp från Hawaii, och flera tusen latinamerikaner, inklusive människor från Mexiko, Peru och till och med Chile, både med skepp och på land. I slutet av 1848 hade runt 6 000 guldsökare anlänt till Kalifornien. Endast ett smärre antal (antagligen färre än 500) reste på land genom USA det året. Vissa av dessa "forty-eighters", som de allra tidigaste guldsökarna även kallades, kunde samla på sig stora mängder lättillgängligt guld, i vissa fall till ett värde av tusentals dollar varje dag. Även vanliga guldsökare hittade i genomsnitt guld värt tio till femton dagslöner varje dag, räknat i genomsnittslönen för en arbetare på östkusten. En person kunde arbeta på guldfälten i ett halvår och hitta guld värt motsvarande sex årslöner därhemma.
I början av 1849 hade ryktet om guldrushen spridits runt i världen, och ett överväldigande antal guldsökare och köpmän började anlända från i stort sett varje kontinent. Den största gruppen "forty-niners" var amerikaner som anlände i tiotusentals över hela kontinenten och genom diverse segelrutter . Australiensare och nyzeeländare snappade upp nyheterna från skepp med nyhetstidningar från Hawaii och tusentals personer, smittade av "guldfebern", steg ombord på skepp på väg till Kalifornien. "Forty-niners" kom från Latinamerika, särskilt från de mexikanska gruvdistrikten nära Sonora. Guldsökare och köpmän från Asien, i synnerhet från Kina, började anlända till "Guldberget" (som Kalifornien kallades av kineserna) 1849, ursprungligen i små antal. De första immigranterna från Europa, som precis hade upplevt revolutionsåret 1848 och som hade en längre sträcka att resa, började anlända i slutet av 1849, särskilt från Frankrike, tillsammans med en del från Tyskland, Italien och Storbritannien.
Det beräknas att nästan 90 000 personer anlände till Kalifornien 1849, ungefär hälften kom landvägen och hälften kom sjövägen. Av dessa var kanske 50 000 till 60 000 amerikaner, resten utlänningar. Det uppskattas att det år 1855 hade anlänt ungefär 300 000 guldsökare, köpmän och andra immigranter till Kalifornien från hela världen. Den största gruppen förblev amerikaner, men det fanns även tiotusentals av respektive mexikaner, kineser, fransmän och latinamerikaner, tillsammans med många mindre grupper, som filippiner och basker. Ett litet antal (antagligen mindre än 4 000) guldsökare av afrikansk härstamning hade kommit från södra USA, Västindien och Brasilien.

## Juridiska rättigheter
När guldrushen inleddes var Kalifornien ett i stort sett laglöst område. Den dagen då guld för första gången hittades vid Sutters Mill var Kalifornien tekniskt sett fortfarande en del av Mexiko, under amerikansk militär ockupation efter det mexikansk–amerikanska kriget. I och med Guadalupe Hidalgo-avtalet den 2 februari 1848 blev Kalifornien en del av USA, men det var inte ett formellt territorium och blev den 31:a delstaten den 9 september 1850. Kalifornien var en annorlunda plats under tiden mellan dessa tidpunkter; en region under militär kontroll. Det fanns ingen civil lagstiftning, regering eller lagstiftande församling för hela regionen. Traktens invånare fann sig i en förvirrande blandning av mexikanska regler, amerikanska principer och personliga föreskrivelser.
Även om avtalet som avslutade det mexikansk-amerikanska kriget innehöll uppmaningar till USA att respektera beviljat mexikanskt land så befann sig nästan alla guldfält utanför detta land. Guldfälten låg istället på "allmän mark", det vill säga land som formellt sett ägdes av USA:s regering. Det fanns emellertid inga faktiska lagar, och heller ingen möjlighet att upprätthålla sådana om de hade införts vid tillfället.

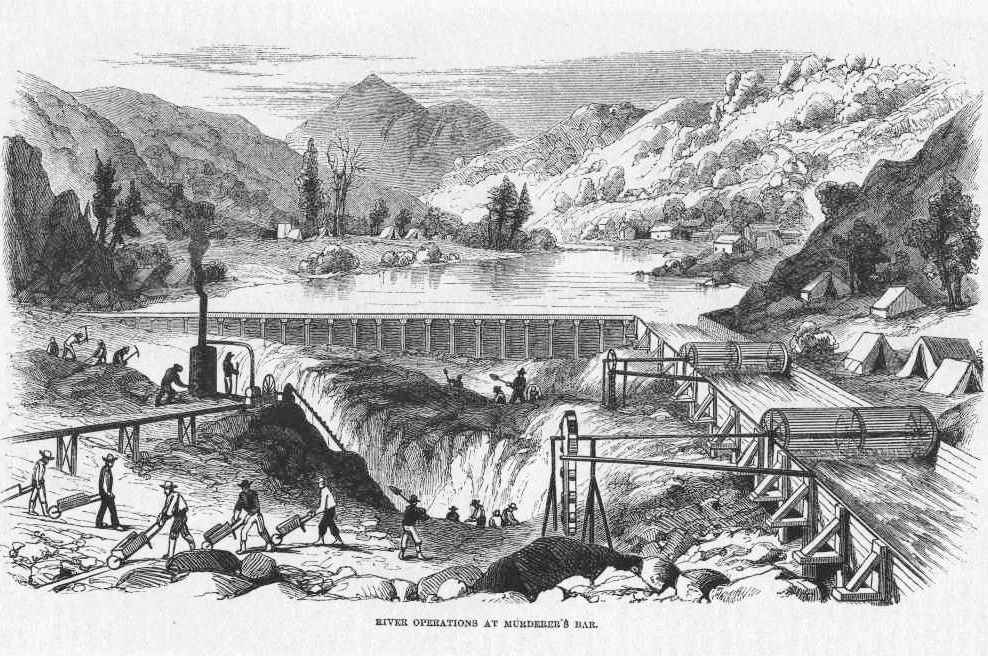
Guldgrävare gräver vid en flodbädd som gjorts om till en sluss bredvid floden.

Fördelen för guldgrävarna var att guldet var "fritt att ta". På guldfälten fanns ingen privat egendom, inga licensavgifter eller skatter. Guldgrävarna upprättade egna regler och lokala genomdrivningar av dessa. Guldgrävarna tog i stort sett till sig den mexikanska gruvlagen som fanns i Kalifornien. Reglerna angav att man kunde göra anspråk på land, men att detta var giltigt endast så länge som man aktivt arbetade på landet. Guldgrävarna arbetade vid sådana inmutningar endast tillräckligt länge för att undersöka dess potential. Om inmutningen bedömdes vara av lågt värde övergav de flesta guldgrävarna platsen i jakt på andra guldgruvor. I de fall där inmutningar övergavs eller inte arbetades på "claim-jumpade" andra lycksökare landet. "Claim-jumping" (från "Claim" som betyder "göra anspråk på", och "Jump" som betyder "hoppa" eller "springa") innebar att en guldgrävare började arbeta på ett tidigare inmutat område. Ibland urartade dispyter till personliga våldsaktioner, och medlades ibland av grupper av guldgrävare som agerade skiljedomare.
Guldgrävarnas regler kring inmutningar spreds vidare genom varje ny guldrush på hela amerikanska västkusten. USA:s kongress legaliserade slutligen denna praktik i en lag från 1866.

## Utvecklande av guldgrävartekniken
De tidiga guldgrävarna kunde helt enkelt bara vaska efter guldet i Kaliforniens floder och vattendrag, eftersom det låg så koncentrerat i gruslagren. Detta var en form av "placer mining". Vaskning kan dock inte användas i större skalor, så guldgrävarna började så småningom använda sig av alternativa tekniker som innefattade byggnadsställningar och "rockers" eller "long-toms" för att få fram större volymer av grus. Vid de mest komplexa "placer mining" ledde arbetarna iväg vattnet från en hel flod, till en sluss bredvid floden, där de sedan grävde efter guld i den nu exponerade flodbotten. Moderna uppskattningar av United States Geological Survey (USA:s motsvarighet till Sveriges Lantmäteriet) tyder på att ungefär 12 miljoner uns (370 ton) guld avlägsnades under de första fem åren av guldrushen (till ett värde av ungefär 10 miljarder amerikanska dollar, av deras värde i november 2007).
Nästa steg, som inleddes 1853, var hydraulisk drift, som användes på gamla grusbäddar vid guldfältens branta klippor och bergssluttningar, som innehöll guld. Den hydrauliska driften (som uppfanns i Kalifornien vid den här tiden) gick ut på att man riktade en högtrycksslang med en kraftig vattenstråle mot guldinnehållande grusbäddar. Gruset och guldet som då lossnade fördes över till slussar, där guldet lade sig på botten och plockades upp. Det har uppskattats att ungefär 11 miljoner uns (340 ton) guld (till ett värde av 6,6 miljarder dollar i dess värde november 2006) hittades med hjälp av denna teknik fram till mitten av 1880-talet.
En restprodukt av denna metod var de stora mängder grus, slam, tunga metaller och andra föroreningsämnen som hamnade i floder och andra vattendrag. Många områden har än idag ärr av denna hydrauliska utvinning, eftersom den exponerade jorden och grussamlingarna gör det omöjligt för växter att leva där.

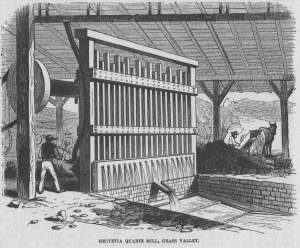
Quartz Stamp Mill i Grass Valley krossar kvartsen innan guldet spolas bort.

Efter att guldrushen ebbat ut fortsatte grävandet efter guld. Det sista steget i utvinningen var att söka efter guld som långsamt hade spolats ner på botten av floderna i Kaliforniens Central Valley och andra guldrika områden i delstaten (som Scott Valley i Siskiyou County). I slutet av 1890-talet hade muddringstekniken (som också uppfanns i Kalifornien) blivit ekonomiskt hållbar och man har uppskattat att över 20 miljoner uns (620 ton) guld hittades med hjälp av denna (värt 12 miljarder dollar i dess värde november 2006).
Under både själva guldrushen och årtiondena därefter använde sig guldgrävarna även av "hard-rock"-grävande, det vill säga utvinnande av guld direkt från stenarna som innehöll det (vanligtvis kvarts), oftast genom att gräva och spränga för att leta upp och avlägsna de ådror av kvarts som innehöll guld. Efter att stenarna tagits upp till ytan krossade man dem, och guldet separerades (med hjälp av rinnande vatten), eller filtrerades ut, vanligtvis med hjälp av arsenik eller kvicksilver (ännu en bidragande orsak till miljöförstöringen). Med tiden kom "hard rock"-grävande att bli den enskilt största källan till guldproduktion i Kalifornien.

## Förtjänst
Även om man vanligtvis tänker sig att köpmännen tjänade mer pengar på guldgrävandet än själva guldgrävarna under guldrushen, så var det i själva verket mer komplext. Det fanns förvisso köpmän som tjänade stora summor pengar. Den rikaste mannen i Kalifornien under guldrushens tidiga år var Samuel Brannan, den otröttlige affärsinnehavaren och tidningspubliceraren. Brannan öppnade alert de första verktygsbutikerna i Sacramento i Coloma, och andra platser bland guldfälten. Precis när guldrushen inleddes köpte han alla guldgrävarverktyg som fanns tillgängliga i San Francisco och sålde dem med stor vinst. Stora pengar tjänades emellertid även av guldgrävarna själva. En grupp av guldgrävare som arbetade vid Feather River 1848 hittade exempelvis inom några månader guld värt över 1,5 miljoner amerikanska dollar (2006 års värde).
I allmänhet tjänade många guldgrävare ganska blygsamma summor, efter att utgifterna räknats bort. De flesta, särskilt de senare, tjänade emellertid ganska lite och vissa förlorade pengar. På samma sätt gick det för en del köpmän som öppnade upp butiker i områden som snart tömdes på människor, eller där hela bosättningar förstördes av de enorma bränder som ibland uppstod. Andra affärsmän tjänade genom tur och hårt arbete stora summor på minutförsäljning, underhåll av skepp, uthyrning, eller transport.
Runt år 1855 hade det ekonomiska klimatet förändrats dramatiskt. Man kunde tjäna pengar på guldgrävning ute på fälten endast genom att sluta sig samman med större grupper av arbetare, antingen genom partnerskap eller genom anställning. I mitten av 1850-talet var det ägarna av sådana guldgrävarföretag som tjänade mest pengar. Vid den tidpunkten hade Kaliforniens befolkning och ekonomi även blivit så stor och varierad att man kunde tjäna pengar på en rad olika traditionella affärsområden.

### Guldets väg
Så snart guldet hade upptäckts fanns det många vägar guldet självt tog. För det första användes mycket av guldet lokalt till att köpa mat, utrustning och bostad till guldgrävarna. Dessa transaktioner genomfördes ofta med det nyfunna guldet, noggrant uppmätt. Dessa köpmän och försäljare använde i sin tur guldet till att köpa utrustning från sjökaptener eller personer som jobbade med att transportera varor till Kalifornien. Guldet lämnade sedan Kalifornien ombord på skepp eller mulor till tillverkarna av varorna runtom i världen. En andra väg som guldet tog var guldgrävarnas egna hemresor; de sände ibland hem guldet eller återvände med det själva. En uppskattning tyder på att guld till ett värde av ungefär 80 miljoner amerikanska dollar skickades till Frankrike av franska guldgrävare och köpmän. Allteftersom guldrushen framskred började lokala banker och guldhandlare ge ut "sedlar" eller "växlar"-lokalt accepterad pappersvaluta-i utbyte mot guld, och privata myntslagare tillverkade privata guldmynt. I och med grundandet av San Franciscos myntslageri (San Francisco Mint) 1854 gjordes guldtackor om till officiella amerikanska guldmynt för spridning. Guldet skickades även från kaliforniska banker till USA:s nationalbanker i utbyte mot nationell pappersvaluta att användas i Kaliforniens explosionsartade ekonomi.

## Konsekvenser

### Omedelbara konsekvenser

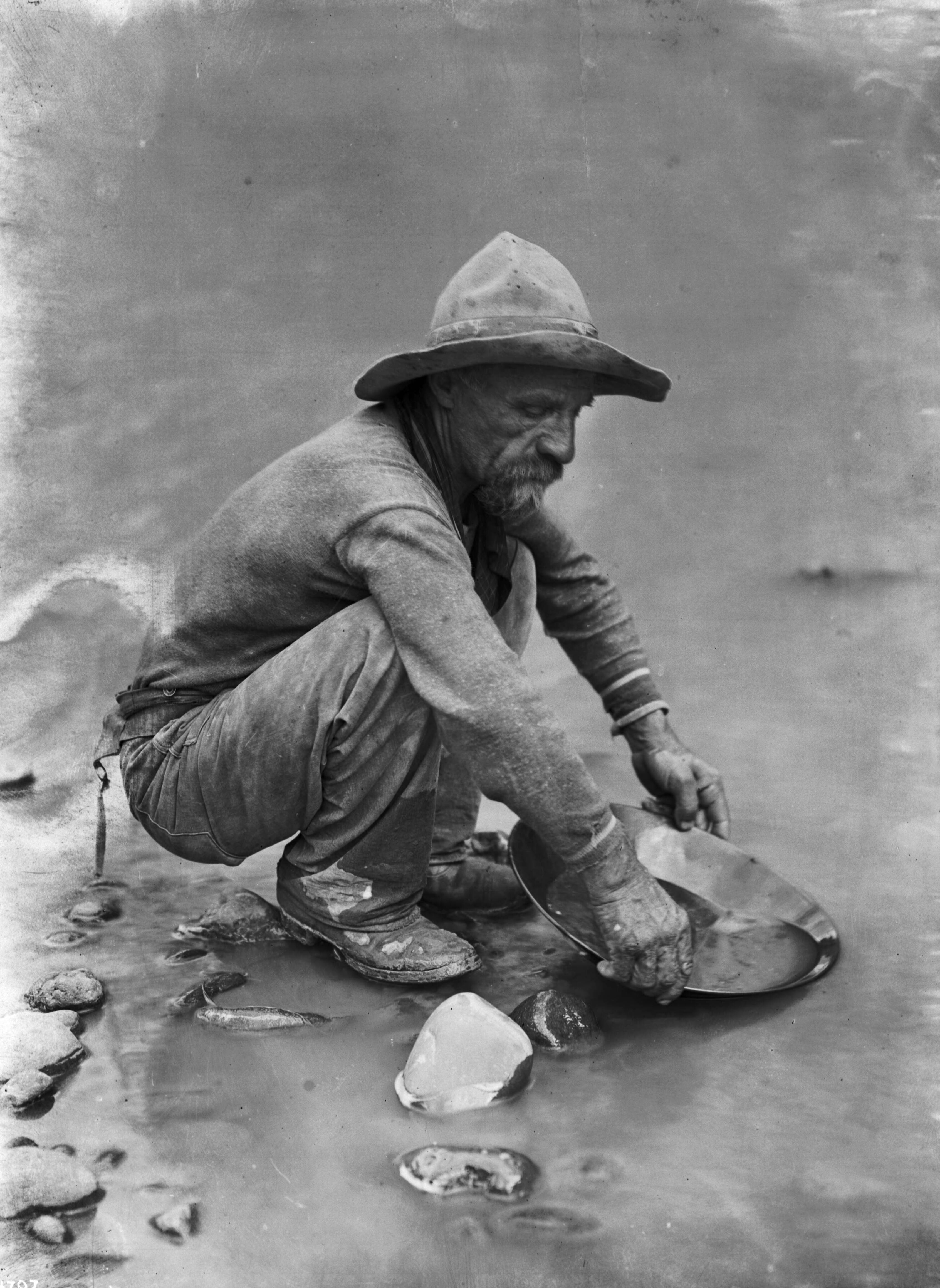
En "forty-niner" tittar in i sin guldvaskningspanna vid bädden av American river.

Tillströmningen av hundratusentals nya människor inom loppet av några få år, jämfört med en befolkning på runt 15 000 européer och "californios" innan dess, fick många dramatiska konsekvenser.
För det första var de mänskliga och miljömässiga kostnaderna av guldrushen påtagliga. Kaliforniens ursprungsfolk blev offer för sjukdomar, svält och attacker av folkmordskaraktär; den ursprungsbefolkningen, vars antal uppskattades till 150 000 1845, var mindre än 30 000 år 1870. 2019 bad Kaliforniens guvernör Gavin Newsom om ursäkt för brotten och kallade de systematiska massmordet på ursprungsbefolkningen för ett folkmord. Explicita rasistiska attacker och lagar hade till syfte att driva ut kinesiska och latinamerikanska immigranter. De amerikanska immigranterna hade det också svårt: en av tolv guldgrävare försvann allteftersom dödsfallen och brottstalen steg i höjden under guldrushen, och vigilantismen tog också sitt pris. Utöver detta led även miljön, då grus, slam och giftiga kemikalier från utvinningsarbeten dödade fisk och förstörde hela områden.
Guldrushen förvandlade emellertid Kalifornien från ett sömnigt, relativt okänt område till centrum för världens fantasier och hundratusentals människors slutmål. De nya immigranterna uppvisade ofta anmärkningsvärd uppfinningsrikedom och medborgerlig medvetenhet. I mitten av guldrushen beviljades exempelvis städer och mindre orter rättigheter, en statlig konstitutionell församling samlades, en statlig konstitution skrevs, val hölls, och representanter skickades till Washington, D.C. för att förhandla om Kaliforniens status som en av USA:s delstater. Storskaliga jordbruksprojekt (Kaliforniens andra "guldrush") påbörjades under den tiden. Vägar, skolor, kyrkor, och medborgerliga organisationer dök snabbt upp. Den överväldigande majoriteten av immigranterna var amerikaner. Trycket ökade på frågan om bättre kommunikation och politiska kopplingar till resten av USA, vilket den 9 september 1850 ledde till att Kalifornien blev erkänd som USA:s 31 delstat.
Välståndet och befolkningsökningen som guldrushen medförde ledde till betydligt förbättrade transportsträckor mellan Kalifornien och östkusten. Panama Railway, som spänner över Panamanästet, byggdes klart 1855. Ångbåtar, inklusive de som ägdes av Pacific Mail Steamship Company, inledde reguljär verksamhet från San Francisco till Panama, där passagerare, varor och post transporterades med tåg över näset och ombord på ångbåtar till östkusten. En misslyckad resa, skeppet S.S. Central Americas, slutade i katastrof; skeppet sjönk efter en orkan utanför Carolinas kust 1857, med en uppskattad last på tre ton guld.
Efter några få år efter guldrushens slut, år 1863, hölls invigningsceremonin för den västra delen av den första transkontinentala järnvägen i Sacramento. Järnvägens avslutande, ungefär sex år senare, delvis finansierat av pengar från guldrushen, förenade Kalifornien med centrala och östra USA. Resor som hade tagit veckor och till och med månader förut kunde nu göras på några dagar.
Guldrushen stimulerade hela världens ekonomi. Jordbrukare i Chile, Australien och Hawaii hade nu en enorm marknad för sin mat; varor tillverkade i Storbritannien var högt eftertraktade; kläder och förtillverkade hus anlände från Kina. Betalningen i form av stora mängder kaliforniskt guld höjde priserna och stimulerade investeringar och skapandet av jobb runt i världen. Den australiska guldgrävaren Edward Hargraves, som lade märke till de geografiska likheterna mellan Kalifornien och hans eget land, återvände till Australien och upptäckte guld och satte igång de australiska guldrusherna.

### Långsiktiga konsekvenser
Kaliforniens namn blev oförglömligt kopplat till guldrushen, och som en konsekvens av detta även till vad som skulle komma att bli känt som den "kaliforniska drömmen". Kalifornien upplevdes som en plats för nya starter, där hårt arbete och lite tur kunde belönas med stor rikedom. Historikern H. W. Brands noterade att den kaliforniska drömmen efter ett par år efter guldrusen spreds till resten av USA och blev del av den "amerikanska drömmen".
| ” | "The old American Dream . . . was the dream of the Puritans, of Benjamin Franklin's Poor Richard . . . of men and women content to accumulate their modest fortunes a little at a time, year by year by year. The new dream was the dream of instant wealth, won in a twinkling by audacity and good luck. [This] golden dream . . . became a prominent part of the American psyche only after [Sutter's Mill]."[101] | „ |
Flera generationer av immigranter har attraherats av den kaliforniska drömmen. Kaliforniska jordbrukare, oljeborrare, filmmakare, flygplanskonstruktörer, och "dot-com"-entreprenörer har alla haft sina "boomtider" efter guldrushen.

Kaliforniens sigill.

Bland de moderna arven från den kaliforniska guldrushen återfinns också Kaliforniens motto, "Eureka" ("Jag har funnit det"), guldrushbilder av Kaliforniens sigill och statens smeknamn, "The Golden State", såväl som namn på platser, som Placer County, Rough and Ready, Placerville (förut kallat "Dry Diggings" och sedan "Hangtown" under rushtiden), Whiskeytown, Drytown, Angels Camp, Happy Camp och Sawyer's Bar. San Franciscos fotbollslag San Francisco 49ers, och idrottslaget med det närliggande namnet California State University, Long Beach, är döpta efter guldgrävarna under guldrushen. Den faktiska guldrushens historia beskrivs i verk av Mark Twain (The Celebrated Jumping Frog of Calaveras County), Bret Harte (A Millionaire of Rough-and-Ready), Joaquin Miller (Life Amongst the Modocs), och många andra.
Idag löper den lämpligt döpta vägen State Route 49 genom Sierra Nevada, och genom flera städer från guldrush-tiden, såsom Placerville, Auburn, Grass Valley, Coloma, Jackson och Sonora. Vägen löper även väldigt nära Columbia State Historic Park, ett skyddat område som innesluter det historiska affärsdistriktet i staden Columbia; parken har bevarat många städer från guldrush-tiden, som för närvarande används av turism-orienterade affärer.

## Geologi
Forskare tror att den stora koncentrationen av guld i Kalifornien har orsakats av globala krafter som har verkat under hundratals miljoner år. För ungefär 400 miljoner år sedan låg Kalifornien på botten av ett stort hav; undervattensvulkaner spydde ut lava och mineraler (inklusive guld) på havets botten. Med början för ungefär 200 miljoner år sedan gav tektoniskt tryck upphov till att havsbottnen under den amerikanska kontinentalmassan utsattes för ett enormt tryck. När den sjönk, eller subdukterades, under dagens Kalifornien, smälte havsbottnen ihop till stora flytande massor (magma). Denna heta magma tvingade upp sig under vad som idag är Kalifornien, och kyldes på vägen upp, och när det stelnade bildades guldådror inom vissa kvartsområden. Dessa mineraler och stenar kom upp till ytan vid Sierra Nevada och eroderade. Det exponerade guldet fördes nedströms av vatten och samlades i stilla grusbäddar vid sidorna av gamla floder och vattendrag. Guldgrävarna riktade först uppmärksamheten på dessa guldfyndigheter, som hade samlats på grusbäddarna under hundratals miljoner år av geologisk aktivitet.